# Isothipendyl
L'Isothipendyl  est une substance chimique des azaphénothiazines. Elle est utilisée en pharmacie comme antihistaminique H1 de première génération (proche de la phénothiazine) qui n'est plus guère utilisée contre les allergies à proprement parler (à cause de la somnolence due à l'effet anticholinergique) mais sous forme de spécialité pour application locale contre les piqûres d'insectes et le prurit (démangeaison).